# Episinus modestus
Episinus modestus là một loài nhện trong họ Theridiidae.
Loài này thuộc chi Episinus. Episinus modestus được Tord Tamerlan Teodor Thorell miêu tả năm 1898.